# Unione Sportiva Audace San Michele 1937-1938
Questa voce raccoglie le informazioni riguardanti l'Unione Sportiva Audace San Michele nelle competizioni ufficiali della stagione 1937-1938.

## Rosa
| N. |                   | Ruolo | Calciatore         |
| -- | ----------------- | ----- | ------------------ |
|    | Italia (bandiera) | A     | Antonio Barbieri   |
|    | Italia (bandiera) | C     | Mario Brazzoli     |
|    | Italia (bandiera) |       | Angelo Fiocco      |
|    | Italia (bandiera) |       | Renzo Formenti     |
|    | Italia (bandiera) |       | Oreste Godi        |
|    | Italia (bandiera) |       | Lino Grandis       |
|    | Italia (bandiera) |       | Vittorio Madinelli |
|    | Italia (bandiera) |       | Angelo Mascalzoni  |
|    | Italia (bandiera) |       | Gilio Meneghelli   |
|    | Italia (bandiera) |       | Oliviero Palmiro   |

| N. |                   | Ruolo | Calciatore            |
| -- | ----------------- | ----- | --------------------- |
|    | Italia (bandiera) | C     | Giulio Pellicari      |
|    | Italia (bandiera) | C     | Francesco Pernigo     |
|    | Italia (bandiera) |       | Diocleziano Pimazzoni |
|    | Italia (bandiera) | C     | Italo Raguzzi         |
|    | Italia (bandiera) |       | Bruno Rossetti        |
|    | Italia (bandiera) |       | Livio Saviotti        |
|    | Italia (bandiera) | D     | Edoardo Veneri        |
|    | Italia (bandiera) |       | Gino Zambon           |
|    | Italia (bandiera) |       | Giovanni Zamboni      |
|    | Italia (bandiera) |       | Luigi Zanon           |